# Bahnstrecke Krásný Jez–Nové Sedlo u Lokte
| Kursbuchstrecke (SŽ): | 144                  |                                                          |                                                          |
| Streckenlänge: | 18,564 km            |                                                          |                                                          |
| Spurweite: | 1435 mm (Normalspur) |                                                          |                                                          |
| Streckengeschwindigkeit: | 60 km/h              |                                                          |                                                          |
| |                      |                                                          |                                                          |
| \| \| \| von Mariánské Lázně (vorm. EB Marienbad–Karlsbad) \| \| \| \| 0,000 \| Krásný Jez früher Schönwehr \| 475 m \| \| \| \| nach Karlovy Vary dolní n. (vorm. EB Marienbad–Karlsbad) \| \| \| \| \| \| \| \| \| 5,565 \| (Scheitelpunkt) \| (Scheitelpunkt) \| \| \| \| vlečka Legios \| \| \| \| 6,115 \| Horní Slavkov-Kounice früher Ležnice/Leßnitz \| 615 m \| \| \| \| \| \| \| \| \| Hornoslavkovský (155 m) \| \| \| \| \| \| \| \| \| 7,735 \| Horní Slavkov früher Schlaggenwald \| Horní Slavkov früher Schlaggenwald \| \| \| 10,918 \| Horní Slavkov zastávka (Schlaggenwald Fabrik) \| 495 m \| \| \| \| \| \| \| \| 12,604 \| Údolí früher Zech \| 455 m \| \| \| \| Cechšský (63 m) \| \| \| \| \| Stoka \| \| \| \| \| Loketský I (65 m) \| \| \| \| 14,481 \| Loket předměstí früher Elbogen Fabrik \| 395 m \| \| \| \| Ohře \| \| \| \| \| Loketský II (66 m) \| \| \| \| 15,196 \| Loket früher Elbogen \| 395 m \| \| \| 17,259 \| Loučky früher Grünlas \| 420 m \| \| \| \| von Cheb (vorm. BEB) \| \| \| \| 18,564 \| Nové Sedlo u Lokte früher Neusattl \| 435 m \| \| \| \| nach Chomutov (vorm. BEB) \| \| \| \| \| \| \| \| Quellen: [1][2] \| \| \| \| |                      |                                                          |                                                          |
| Strecke |                      | von Mariánské Lázně (vorm. EB Marienbad–Karlsbad)        | von Mariánské Lázně (vorm. EB Marienbad–Karlsbad)        |
| Bahnhof | 0,000                | Krásný Jez früher Schönwehr                              | 475 m                                                    |
| Abzweig geradeaus und nach rechts |                      | nach Karlovy Vary dolní n. (vorm. EB Marienbad–Karlsbad) | nach Karlovy Vary dolní n. (vorm. EB Marienbad–Karlsbad) |
| Brücke |                      |                                                          |                                                          |
| Kulminations-/Scheitelpunkt | 5,565                | (Scheitelpunkt)                                          | (Scheitelpunkt)                                          |
| Abzweig geradeaus und nach links |                      | vlečka Legios                                            | vlečka Legios                                            |
| Haltepunkt / Haltestelle Strecke ab hier außer Betrieb | 6,115                | Horní Slavkov-Kounice früher Ležnice/Leßnitz             | 615 m                                                    |
| Brücke (Strecke außer Betrieb) |                      |                                                          |                                                          |
| Tunnel (Strecke außer Betrieb) |                      | Hornoslavkovský (155 m)                                  | Hornoslavkovský (155 m)                                  |
| Brücke (Strecke außer Betrieb) |                      |                                                          |                                                          |
| Bahnhof (Strecke außer Betrieb) | 7,735                | Horní Slavkov früher Schlaggenwald                       | Horní Slavkov früher Schlaggenwald                       |
| Haltepunkt / Haltestelle (Strecke außer Betrieb) | 10,918               | Horní Slavkov zastávka (Schlaggenwald Fabrik)            | 495 m                                                    |
| Brücke (Strecke außer Betrieb) |                      |                                                          |                                                          |
| Haltepunkt / Haltestelle (Strecke außer Betrieb) | 12,604               | Údolí früher Zech                                        | 455 m                                                    |
| Tunnel (Strecke außer Betrieb) |                      | Cechšský (63 m)                                          | Cechšský (63 m)                                          |
| Brücke (Strecke außer Betrieb) |                      | Stoka                                                    | Stoka                                                    |
| Tunnel (Strecke außer Betrieb) |                      | Loketský I (65 m)                                        | Loketský I (65 m)                                        |
| Haltepunkt / Haltestelle (Strecke außer Betrieb) | 14,481               | Loket předměstí früher Elbogen Fabrik                    | 395 m                                                    |
| Brücke (Strecke außer Betrieb) |                      | Ohře                                                     | Ohře                                                     |
| Tunnel (Strecke außer Betrieb) |                      | Loketský II (66 m)                                       | Loketský II (66 m)                                       |
| Kopfbahnhof Strecke bis hier außer Betrieb | 15,196               | Loket früher Elbogen                                     | 395 m                                                    |
| Haltepunkt / Haltestelle | 17,259               | Loučky früher Grünlas                                    | 420 m                                                    |
| Abzweig geradeaus und von links |                      | von Cheb (vorm. BEB)                                     | von Cheb (vorm. BEB)                                     |
| Bahnhof | 18,564               | Nové Sedlo u Lokte früher Neusattl                       | 435 m                                                    |
| Strecke |                      | nach Chomutov (vorm. BEB)                                | nach Chomutov (vorm. BEB)                                |
| |                      |                                                          |                                                          |
| Quellen: |                      |                                                          |                                                          |

Die Bahnstrecke Krásný Jez–Nové Sedlo u Lokte ist eine regionale Eisenbahnverbindung in Tschechien. Die heute nur noch teilweise in Betrieb befindliche Strecke hat ihren Ursprung in der Elbogener Localbahn und der Eisenbahn Schönwehr–Elbogen. Sie zweigt in Krásný Jez (Schönwehr) von der Bahnstrecke Mariánské Lázně–Karlovy Vary ab und führt im Kaiserwald (Slavkovský les) über Horní Slavkov (Schlaggenwald) und Loket (Elbogen) nach Nové Sedlo u Lokte (Neusattl), wo sie in die
Bahnstrecke Chomutov–Cheb einmündet.
Nach einem Erlass der tschechischen Regierung ist die Strecke seit dem 20. Dezember 1995 als regionale Bahn („regionální dráha“) klassifiziert.

## Geschichte

### Elbogener Localbahn
Die Elbogener Localbahn war die erste private Lokalbahn in Österreich. Die Concessionsurkunde für eine Secundärbahn von der Stadt Elbogen zur Station Elbogen-Neusattel der Buschtěhrader Eisenbahngesellschaft wurde am 25. Januar 1877 ausgestellt. Die Strecke wurde nach kurzer Bauzeit am 15. Oktober 1877 eröffnet.
Die Elbogener Localbahn kam 1881 als erste Strecke ins Eigentum der Österreichischen Lokaleisenbahngesellschaft (ÖLEG). Im Jahr 1886 übernahmen die k.k. Staatsbahnen (kkStB) die Betriebsführung der Strecke. Infolge der Verstaatlichung der ÖLEG am 1. Jänner 1894 kam die Strecke ins Eigentum des Staates.
Der Fahrplan von 1900 verzeichnete insgesamt sechs Zugpaare. Sie benötigten für die sechs Kilometer lange Strecke in beiden Richtungen 25 Minuten.

### Eisenbahn Schönwehr–Elbogen
Bereits am 25. Dezember 1886 war durch die österreichische Regierung eine Konzession für eine Lokalbahn zwischen Marienbad und Karlsbad mit Abzweigungen nach Elbogen und Merkelsgrün erteilt worden. Aus finanziellen Gründen kam es jedoch nicht zu einem Baubeginn.
Die Eisenbahn Schönwehr–Elbogen wurde am 26. Mai 1899 als Hauptbahn zweiten Ranges konzessioniert. Eröffnet wurde die Strecke am 7. Dezember 1901. Den Betrieb führten von Anfang an die kkStB für Rechnung der Eigentümer. Nach dem Ersten Weltkrieg traten an Stelle der kkStB die neu gegründeten ČSD.
Der Fahrplan von 1912 verzeichnete in der Fahrtrichtung Schönwehr–Elbogen drei und in der Gegenrichtung vier gemischte Zugpaare, die in Schönwehr den Anschluss zu den Zügen von und nach Marienbad vermittelten. Die Fahrzeit betrug für die 15 Kilometer lange Strecke zwischen 40 und 65 Minuten.
Die Eisenbahn Schönwehr–Elbogen wurde am 1. Jänner 1925 verstaatlicht und die Strecke wurde ins Netz der ČSD integriert.

### Nach der Verstaatlichung
Im Sommerfahrplan von 1925 gab es erstmals durchlaufende Reisezüge zwischen Schönwehr und Neusattl. Die meisten Züge verkehrten allerdings weiterhin nur zwischen Schönwehr und Elbogen sowie zwischen Elbogen und Neusattl.
Der Einsatz moderner Motorzüge ermöglichte Anfang der 1930er Jahre sowohl eine Verdichtung des Fahrplanes als auch eine signifikante Verkürzung der Reisezeiten. Die Haltestellen Leznice / Leschnitz und Cecha / Zech wurden für die Bedienung durch Motorzüge neu eingerichtet. Zwischen Schönwehr und Neusattl liefen sechs Reisezugpaare durch. Fünf weitere verkehrten ab Elbogen, ein weiteres ab Schlaggenwald. Die kürzeste Fahrzeit zwischen Schönwehr und Neusattl betrug nun nur noch 46 Minuten.
Nach der Angliederung des Sudetenlandes an Deutschland im Oktober 1938 kam die Strecke zur Deutschen Reichsbahn, Reichsbahndirektion Dresden. Im Reichskursbuch war die Verbindung zunächst als Kursbuchstrecke 134g und später 166d Neusattl–Schönwehr enthalten. Nach dem Ende des Zweiten Weltkriegs kam die Strecke im Mai 1945 wieder zu den ČSD.
Die umfassende Ausweitung der Braunkohleförderung im Falkenauer Becken führte bereits Anfang der 1960er Jahre dazu, dass die Strecke bei Nové Sedlo u Lokte neu trassiert werden musste. Am 18. Dezember 1963 wurde die neue Strecke für den Güterverkehr und am 1. Jänner 1964 für den Reiseverkehr eröffnet. Eine größere Zäsur war die völlige Devastierung der Landschaft bei Nové Sedlo u Lokte, die dort eine grundsätzliche Neuordnung aller überregionalen Verkehrswege erzwang. Die Bahnstrecke Chomutov–Cheb wurde auf kohlefreiem Gebiet weiter östlich und südlich vollkommen neu trassiert. Dabei wurde auch ein Bahnhof Nové Sedlo u Lokte neu gebaut. Die Strecke von Krásný Jez wurde dort neu eingebunden. Am 29. Mai 1980 wurden die neuen Strecken in Betrieb genommen.

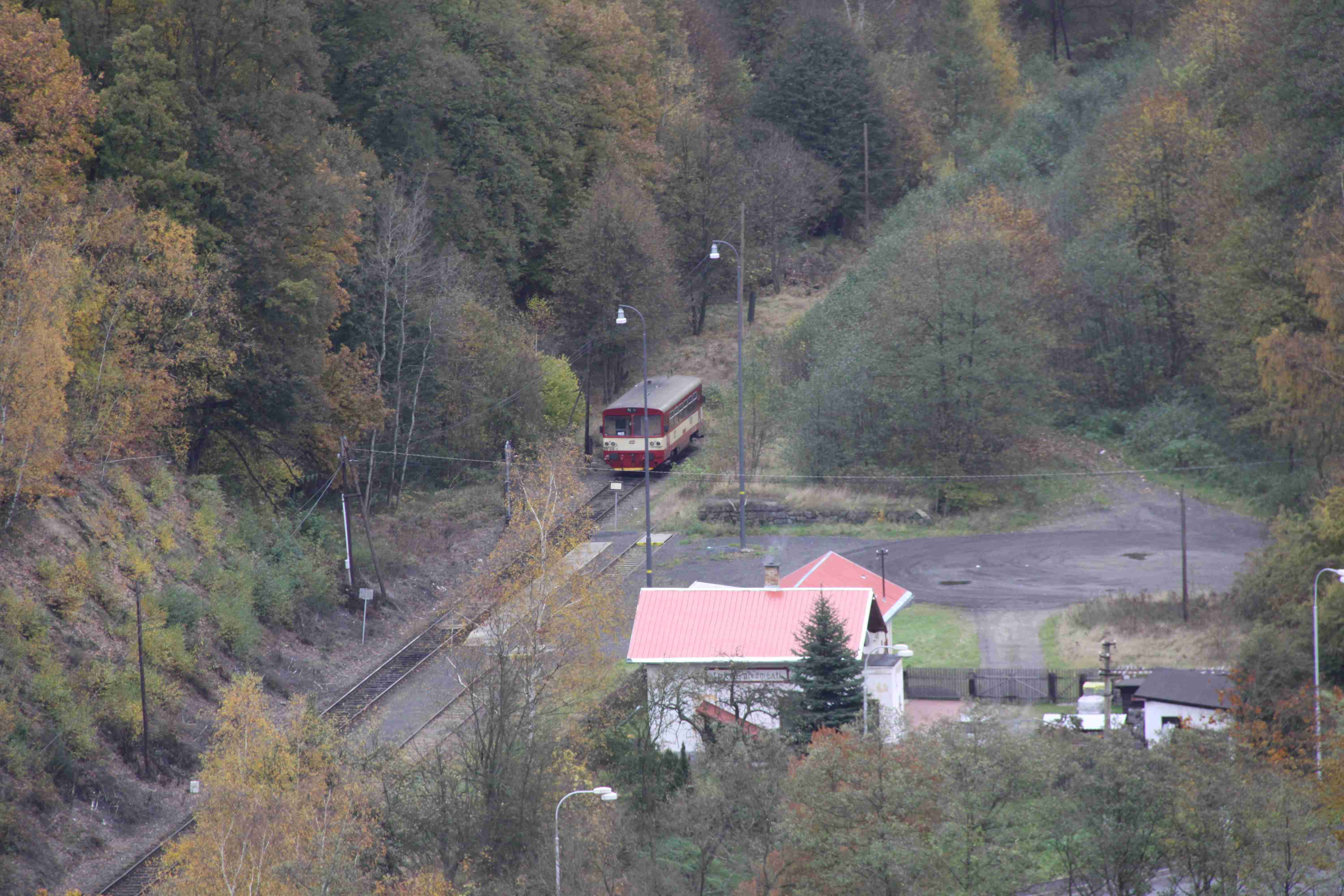
Bahnhof Loket předměstí. Der Motorzug wartet auf die Rückleistung nach Nové Sedlo (2009)

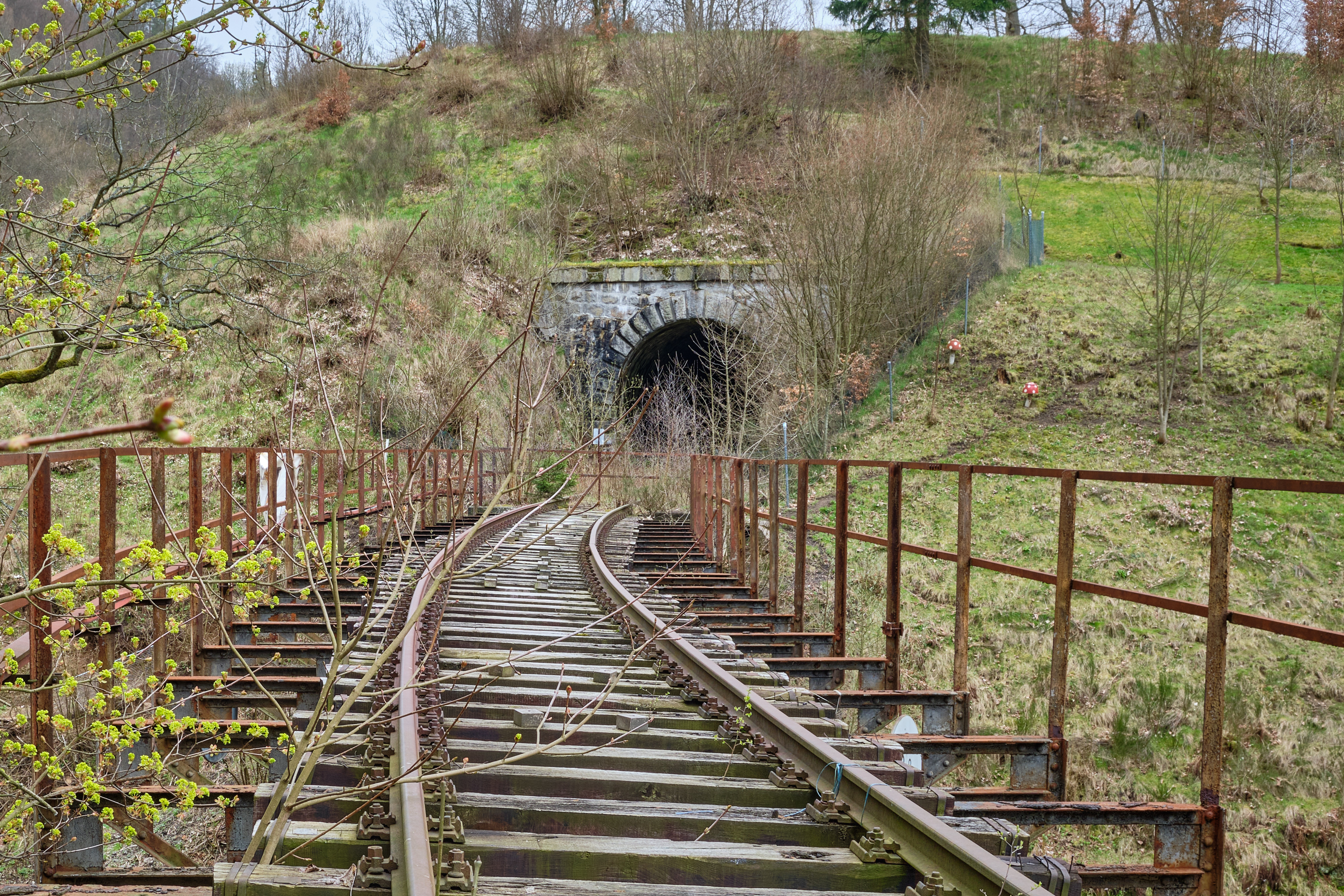
Tunnel Cechšský im verkehrslosen Abschnitt (2023)

Nach der Samtenen Revolution in der Tschechoslowakei im November 1989 und der damit verbundenen Einstellung des Bergbaues in Horní Slavkov kam es zu einem starken Rückgang des Verkehrsaufkommens im Reise- und Güterverkehr. Wegen Oberbauschäden musste am 31. Mai 1997 der Gesamtverkehr zwischen Loket und Krásný Jez eingestellt werden. Obwohl die finanziellen Mittel später bereitstanden, kam es nicht mehr zu einer Reparatur der Strecke. Einzig der kurze Abschnitt Loket předměstí–Loket wurde am 10. Dezember 2006 für den Reisezugverkehr wieder in Betrieb genommen.
Am 1. Januar 1993 ging die Strecke im Zuge der Auflösung der Tschechoslowakei an die neu gegründeten České dráhy (ČD) über. Seit 2003 gehört sie zum Netz des staatlichen Infrastrukturbetreibers Správa železniční dopravní cesty (SŽDC), heute: Správa železnic. Der Fahrplan 2008 sah für die Verbindung Chodov–Loket předměstí insgesamt 15 Reisezugpaare an Werktagen vor, die teilweise von und nach Karlovy Vary durchgebunden waren.
Im Jahr 2013 ließ der Streckenbetreiber SŽDC den Abschnitt Krásný Jez–Ležnice instand setzen, um einige dort gelegene Industrieanschlüsse wieder im Güterverkehr bedienen zu können. Mit einer Festveranstaltung wurde die erneuerte Strecke am 28. Juni 2013 wieder in Betrieb genommen. Die Haltestelle Ležnice erhielt den neuen Namen Horní Slavkov-Kounice. An den Wochenenden vom 5. Juli bis 1. September 2013 verkehrten auf diesem Streckenabschnitt jeweils drei Personenzugpaare der ČD, die von der Stadt Horní Slavkov und dem Karlovarský kraj finanziert werden. Diese saisonalen Verkehre an den Wochenenden im Sommerhalbjahr werden seitdem regelmäßig angeboten.
Die Instandsetzung der weiteren Strecke war 2013 geplant. Dafür wurde mit Kosten von 200 Millionen Kč gerechnet.
Zum Fahrplanwechsel im Dezember 2024 wurde der planmäßige Reiseverkehr zwischen Loket předměstí und Loket eingestellt. Die Züge in diesem Abschnitt wurden nur noch von wenigen Reisenden genutzt.
Im Mai 2025 wurde das noch vorhandene Gleis zwischen Horní Slavkov und Loket abgebaut. Grundlage der Arbeiten ist ein Gesetz von 2023, dass den Abbau der Gleise auf stillgelegten, aber noch nicht entwidmeten Strecken erlaubt. Der Umbau in einen Bahntrassenradweg ermöglicht auch weiterhin die Wiederaufnahme des Eisenbahnverkehrs. Ein Bedarf entstünde, wenn der derzeit ruhende Bergbau in Horní Slavkov wieder aufgenommen wird.

## Fahrzeugeinsatz

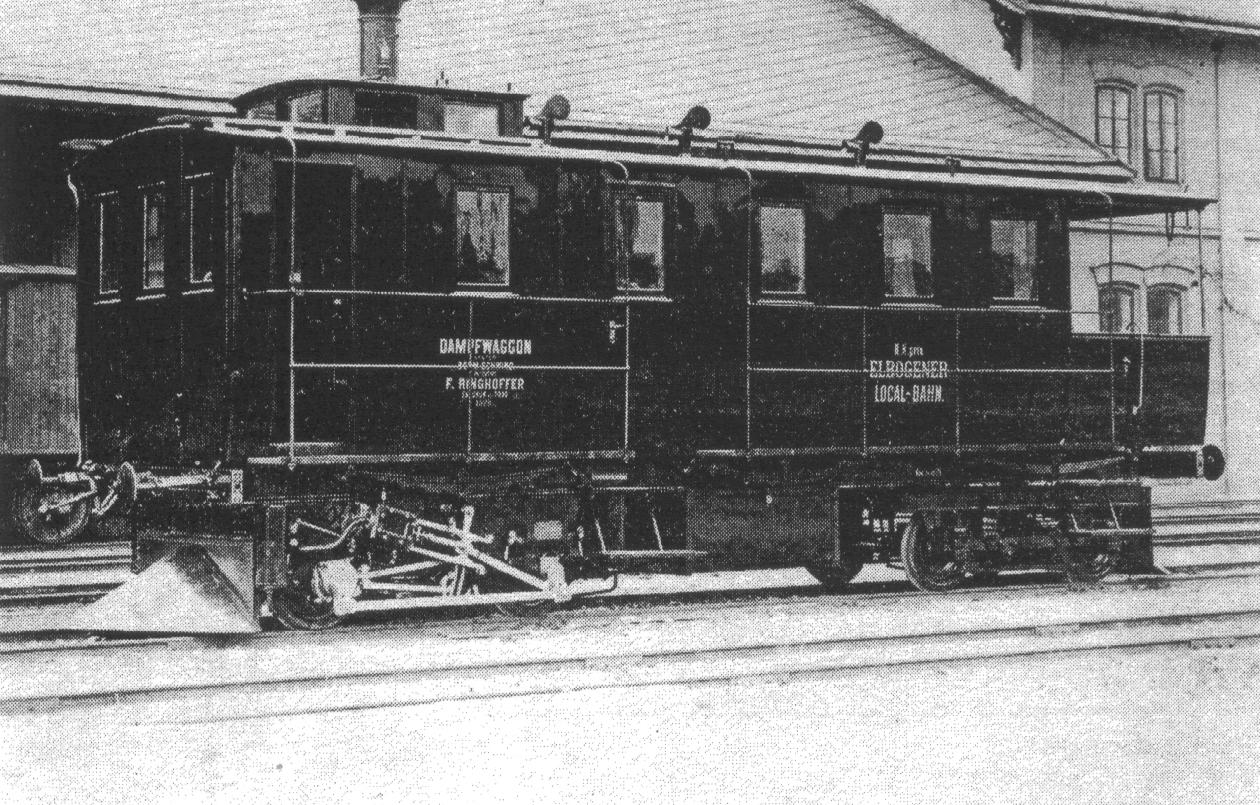
Dampftriebwagen ÖLEG C 201

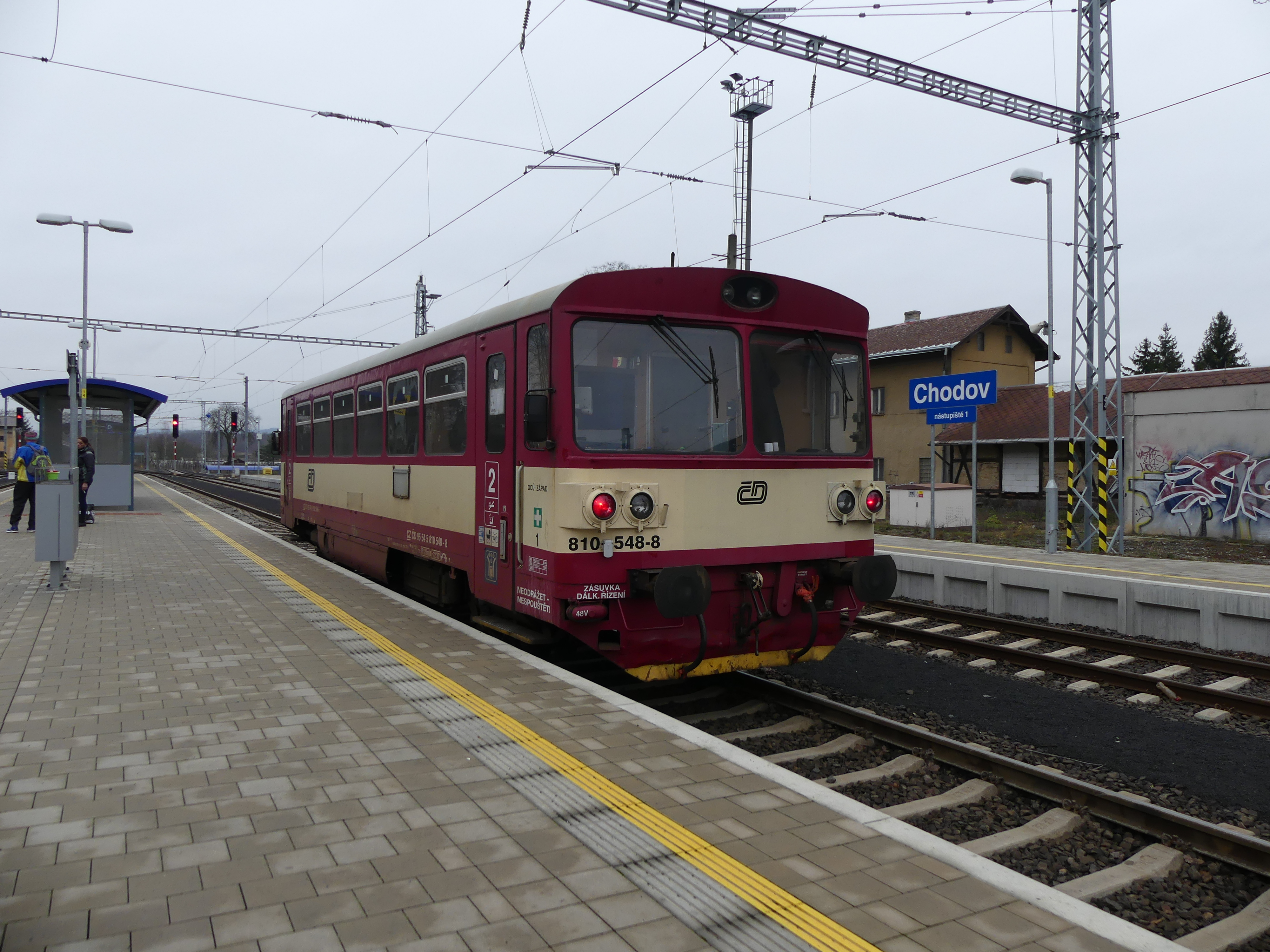
ČD-Baureihe 810 (Chodov; 2019)

Belegt ist die Verwendung der ÖLEG F auf der Elbogener Localbahn. Ab 1881 kam dort auch ein Dampftriebwagen (ÖLEG C 201) zum Einsatz. Dieser bewährte sich allerdings nur bedingt, so dass er schon nach wenigen Jahren nach Mährisch Weißkirchen abgegeben wurde.
Zwischen Schönwehr und Elbogen kamen ursprünglich die dreifach gekuppelten Tenderlokomotiven der kkStB-Reihe 99 zum Einsatz. Bis Mitte der 1990er Jahre kamen auch die vierachsigen Triebwagen der Baureihe 820 zum Einsatz. Heute wird der Betrieb ausschließlich mit den bewährten Triebwagen der ČD-Baureihe 810 abgewickelt.